# Grube Astraea
Die Grube Astraea (Alternativschreibweise auch Asträa oder Astrea, offizielle Bezeichnung „Braunkohlen-Bergwerk und Briketfabrik Juntersdorf“, alternativ auch „Hamburg“) war ein Braunkohle-Bergwerk westlich des heute zu Zülpich gehörigen Ortsteils Juntersdorf im Kreis Euskirchen am südwestlichen Rand des Rheinischen Reviers. Hier  wurde in zwei Phasen im 19. und erneut im 20. Jahrhundert Kohle sowohl im Tagebau als auch im Untertagebau gefördert.

## Geschichte

### Hintergrund: Die Abelsgrube bei Virnich
Da die Braunkohleflöze der Niederrheinischen Bucht in der Region Zülpich/Euskirchen anders als in der Ville nirgendwo an die Erdoberfläche ausstreichen, waren die Vorkommen dort bis ins 19. Jahrhundert unbekannt. Im Jahre 1820 ließ der Bergwerksunternehmer Albert  Abels aus Kommern auf der Suche nach abbauwürdigen Bodenschätzen im Umland Mutungsbohrungen niederbringen. Hierbei stieß man nahe Virnich überraschend auf Braunkohle. Abels erhielt 1822 eine Konzession für den Abbau und schloss Mitte der 1820er-Jahre die Abelsgrube auf. Da die Förderung der Grube jedoch hinter den Erwartungen zurückblieb, ließ Abels auf der Suche nach ertragreicheren Vorkommen in der Umgebung weitere Bohrungen durchführen.

### Aufschluss und erste Betriebsphase im 19. Jahrhundert
Auf der Suche nach besserer Kohle wurde Abels auf der der Virnicher Höhe gegenüberliegenden Seite des Rothbachtales, unter der damaligen Gemeindeviehweide von Juntersdorf, fündig. Die Lagerstättenverhältnisse waren hier günstiger als bei Virnich: Das Flöz war fast doppelt so mächtig (6,3 – 8 m) und das Deckgebirge anfänglich weniger als halb so dick (etwa 12 m).
Abels erhielt Ende 1832 die Konzession für das Feld südwestlich von Juntersdorf, das er Astraea nannte, benannt nach der griechischen Göttin der Gerechtigkeit. 1833 schloss er hier ergänzend zur Grube bei Virnich eine zweite Grube auf. Anders als in der Virnicher Grube wurden bei Juntersdorf aber keine Schächte abgeteuft, sondern es wurden Stollen gegraben. Teilweise, dort wo die Kohle besonders oberflächennah lag, konnte sogar im Tagebau gearbeitet werden.
Die Grube wurde mindestens bis 1867 im Bruch- und Pfeilerbau betrieben. Nach der Stilllegung – vermutlich um 1870 aufgrund mangelnder Wirtschaftlichkeit durch wachsenden Preisdruck[Beleg fehlt] - ruhte der Bergbaubetrieb in Juntersdorf.

### Neuaufschluss und zweite Betriebsphase im 20. Jahrhundert

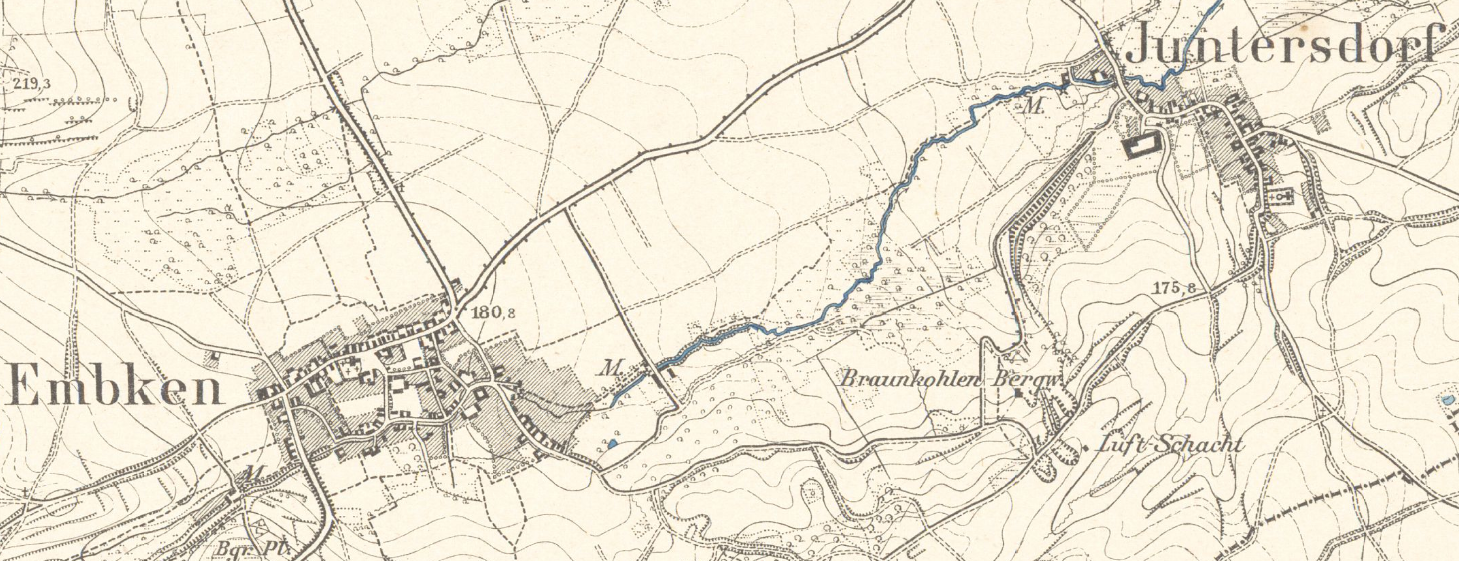
Karte (Preuß. Landesaufnahme, 1895)

Ende des 19. Jahrhunderts, nachdem sich die Preisverhältnisse aufgrund des Streiks im Ruhrkohlebergbau zugunsten der Braunkohle verschoben hatten, wurde das Feld Astraea von der Gewerkschaft „Hamburg in Gotha“ aufgekauft. Nachdem man um 1900 bei Mutungsbohrungen erneut fündig geworden war, wurde die „Braunkohlegesellschaft Juntersdorf“ gegründet, die den Grubenbetrieb um 1905 wieder aufnahm. Es wurde auch eine Brikettfabrik errichtet und zur Verbesserung des Absatzes wurde gar von der Dürener Kreisbahn 1911 eigens eine Bahnstrecke von Zülpich nach Embken mit Stichanschluss an die Grube Astraea gebaut. Auf einer Karte von 1913 ist die Grube mit dem Bahnanschluss deutlich zu erkennen.
Da der Ertrag der Grube und somit die Produktion der Brikettfabrik weit hinter dem mit der Dürener Kreisbahn vereinbarten Ziel von 100.000 Tonnen pro Jahr zurückblieb, wurde der Bahntransport bereits 1920 wieder eingestellt. Im Jahre 1924 wurde die Grube endgültig geschlossen. Der Bahnanschluss wurde zurückgebaut, die Tagesanlagen der Grube und die Brikettfabrik abgerissen. Das Restloch des ehemaligen Tagebaus wurde in den 1950er Jahren mit Abraum aus dem Feld Mitte des Tagebaus Zülpich verfüllt und es entstand hier die Außenkippe Juntersdorf, die heute das ehemalige Gelände von Grube und Brikettfabrik überdeckt.
Als Erinnerung an die Bergbauvergangenheit trägt heute in Juntersdorf eine Hauptstraße den Namen Astreastraße und auf der Ecke Hovener Straße / Düttling steht ein historischer Muldenwagen aus der Grube mit der Aufschrift „Grube Astrea 1833–1924“ (siehe Bild in der Infobox).